# Kijani
Kijani (serb. Кијани) – wieś w Chorwacji, w żupanii zadarskiej, w gminie Gračac. Leży w regionie Lika. W 2011 roku liczyła 56 mieszkańców.